# The Looming Tower
The Looming Tower är en amerikansk historisk dramaserie som hade premiär den 28 februari 2018. Serien bestod av tio avsnitt. Serien som är baserad på verkliga händelser är skapad av Dan Futterman, Alex Gibney och Lawrence Wright.

## Handling
Serien kretsar kring det ökande hotet från Osama Bin Laden och Al-Qaida.

## Rollista (i urval)
- Jeff Daniels - John O'Neill
- Tahar Rahim - Ali Soufan
- Wrenn Schmidt - Diane Marsh
- Bill Camp - Robert Chesney
- Louis Cancelmi - Vince Stuart
- Virginia Kull - Kathy Shaughnessy
- Ella Rae Peck - Heather
- Sullivan Jones - Floyd Bennet
- Michael Stuhlbarg - Richard Clarke
- Peter Sarsgaard - Martin Schmidt
- Jamie Neumann - Toni-Ann Marino
- Tawfeek Barhom - Khalid al-Mihdhar
- Annie Parisse - Liz
- Alec Baldwin - George Tenet
- Yul Vazquez - Jason Sanchez
- Katie Finneran - Sheri
- Jennifer Ehle - Barbara Bodine
- Eisa Davis - Condoleezza Rice